# مادور
مادور (به انگلیسی: Maddur) یک منطقهٔ مسکونی در هند است که در بخش ماندیا واقع شده‌است. مادور ۶٫۲۳ کیلومتر مربع مساحت و Tot نفر جمعیت دارد و ۶۶۲ متر بالاتر از سطح دریا واقع شده‌است.